# 四念白
四念白在布袋戲表演中，即為出場詩或定場詩。之所以稱為四念白是因為該出場詩通常由「四句」五言或七言古詩所組成的「念白」。一般來說，四念白源自元曲雜劇，深受17世紀之南北管戲劇或歌仔調的影響。以閩南語吟誦的四念白常會讓觀賞布袋戲的觀眾馬上得知布袋戲劇中角色的特色，也製造了戲劇張力。
在台灣，四念白不僅成為布袋戲的最大特色；較負盛名的四念白也讓不常看布袋戲的民眾所熟悉。例如霹靂布袋戲主角素還真的「半神半聖亦半仙」等四句之四念白可說是家喻戶曉。